# باكو كاستيلانو
باكو كاستيلانو (بالإسبانية: Paco Castellano)‏ هو مدرب كرة قدم ولاعب كرة قدم إسباني، ولد في 17 نوفمبر 1944 في أروكاس في إسبانيا. شارك مع منتخب إسبانيا تحت 21 سنة لكرة القدم ومنتخب إسبانيا لكرة القدم. أما مع النوادي، فقد لعب مع نادي لاس بالماس.

## وصلات خارجية
- باكو كاستيلانو على موقع قاعدة بيانات كرة القدم.إي يو (الإنجليزية)
- باكو كاستيلانو على موقع ناشيونال فوتبول تيمز (الإنجليزية)